# Онамија (Минесота)
Онамија (енгл. Onamia) град је у америчкој савезној држави Минесота.

## Демографија
По попису из 2010. године број становника је 878, што је 31 (3,7%) становника више него 2000. године.
| Група             | 2000.       | 2010.       |
| Белци             | 757 (89,4%) | 717 (81,7%) |
| Афроамериканци    | 8 (0,9%)    | 20 (2,3%)   |
| Азијати           | 0 (0,0%)    | 6 (0,7%)    |
| Хиспаноамериканци | 10 (1,2%)   | 15 (1,7%)   |
| Укупно            | 847         | 878         |